# Oudinspule

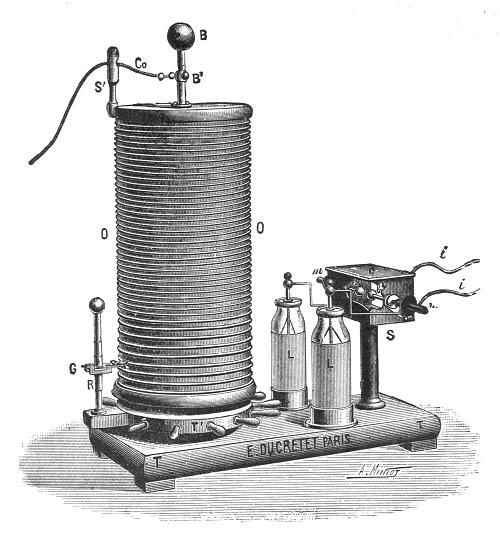
Oudinspule, 1908

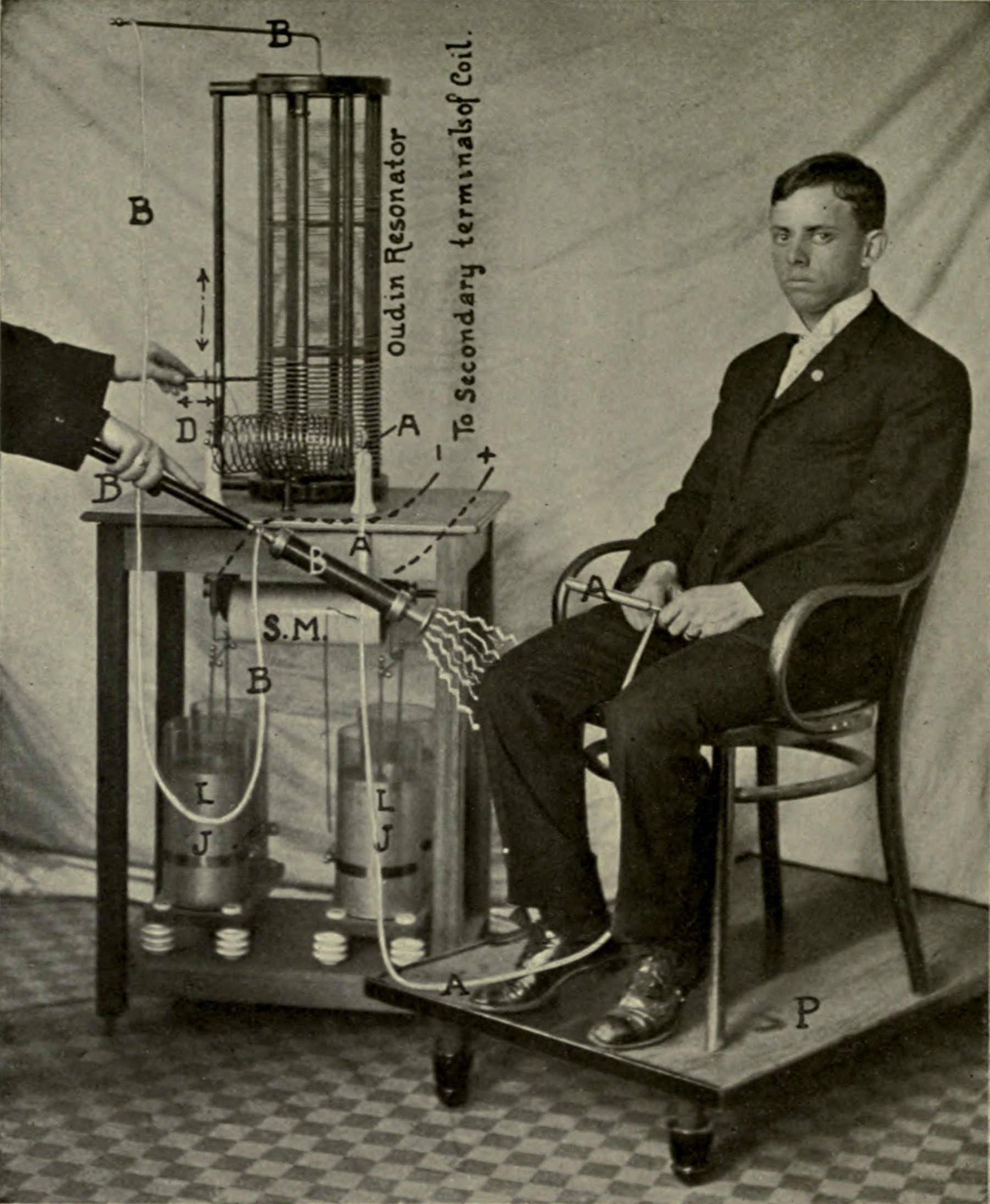
Behandlung mit der Oudinspule

Die Oudinspule, auch als Oudin-Resonator bezeichnet, ist ein historischer elektrotechnischer Aufbau zur Erzeugung von hochfrequenter Wechselspannung. Die Bezeichnung geht auf den französischen Urologen Paul Marie Oudin zurück, welcher dazu erste Arbeiten 1899 zusammen mit dem französischen Physiker Jacques Arsène d’Arsonval durchführte.

## Aufbau und Funktionsprinzip
Im Prinzip ist die Oudinspule ein Tesla-Transformator ohne Eisenkern, eine Bauart eines Resonanztransformators. Im Gegensatz zum Tesla-Transformator wird nur eine Wicklung eingesetzt, die Oudinspule stellt einen so genannten Spartransformator dar. Die erzeugte Wechselspannung weist je nach System Frequenzen von einigen 10 kHz auf, die erzeugten Spannungen betragen bis zu einige 10 kV im Leerlauf. Die erzielbaren Leistungen sind vergleichsweise gering, bei Kontakt mit der Hochspannung bricht diese fast augenblicklich auf ungefährliche Werte zusammen.
Fast zur gleichen Zeit experimentierte Nikola Tesla an den nach ihm benannten Tesla-Transformatoren.

## Anwendung
Anwendung fand die Oudinspule um 1900 und den Folgejahren als Diathermie-Heilgerät, zu einer Zeit als verschiedenartige elektromedizinische Experimente beliebt und neuartig waren. Die Behandlungsform ist wissenschaftlich nicht anerkannt, die Oudinspule wird teilweise noch heute zu pseudomedizinischen Zwecken verwendet.